# أندرياس نادر
أندرياس نادر (بالألمانية: Andreas Nader)‏ هو مجدف نمساوي، ولد في 31 مارس 1975 في لينتس في النمسا.

## وصلات خارجية
- أندرياس نادر على موقع الاتحاد الدولي للتجديف (الإنجليزية)
- أندرياس نادر على موقع اللجنة الأولمبية الدولية (الإنجليزية)
- أندرياس نادر على موقع أوليمبيديا (الإنجليزية)